# Владимир Кузов
Владимир Първанов Кузов е български политик. Народен представител е в XL народно събрание.
В началото на 2009 г., няколко месеца преди края на мандата на народното събрание, Кузов получава условна присъда за блудство с малолетен и неговите депутатски правомощия са отнети.

## Политическа дейност
Владимир Кузов влиза в парламента на 11 юли 2005 г. с листата на Национален съюз „Атака“, но в началото на февруари 2006 г. е изключен от парламентарната група на коалицията, след като се разбира, че срещу него има обвинение за сексуални посегателства върху малолетни. Според партия „Атака“ Кузов е предложен за депутат от Национално движение за спасение на отечеството и близкия до нея политически кръг „Нова зора“. Има внесени 26 законопроекта като народен представител.
През 2016 година се опитва да се кандидатира за президент от името на инициативен комитет, но не е включен в изборите, тъй като не е събрал изискваните 2500 подписа. В платформата си Кузов записва освобождаване на всички престъпници от затворите и опрощаване на всички дългове на граждани, общини, болници и др.

## Личен живот
В интервю от 2006 г. Кузов се определя като хетеросексуален, но няколко години по-късно се разкрива като бисексуален.

## Сексуални посегателства върху малолетни
През януари 2006 г. прокуратурата публикува списък на политици, срещу които има образувано дознание, измежду тях и Кузов. На 7 април 2006 г. главният прокурор Борис Велчев иска свалянето на имунитета на 7 народни представители, сред които и Кузов. Целта е да се образува досъдебно производство. Кузов сам позволява да му бъде свален имунитетът. През май 2007 г. е осъден на първа инстанция от Софийския градски съд на три години затвор заради три сексуални акта с малолетен.
Според Кузов той е невинен и присъдата му е заради очаквания доклад на Европейската комисия, за пред която би изглеждало по-добре, ако има един осъден депутат. Кузов отрича обвиненията и заявява, че никога не е спал с малолетни лица.
На 18 февруари 2009 Кузов получава условна присъда по дело за сексуален контакт с малолетен. На 26 февруари 2009 година Народното събрание прекратява правомощията му като депутат. Неговото място в парламента заема финансистът Надя Иванова.